# Ариобарзан I (Кападокия)
Ариобарзан I Филоромей (на старогръцки: Ἀριοβαρζάνης Φιλορωμαίος, Ariobarzánēs Philorōmaíos; на латински: Ariobarzanes I Philorhomaios) е от 95 пр.н.е. до 63 или 62 пр.н.е. цар на Кападокия.

## Биография
Произлиза от благородническа фамилия и след измирането на линията на Ариаратидите е избран за нов цар. Ариобарзан I има непрекъснато проблеми от Тигран II от Армения, а римляните му помагат.
Женен е за гъркинята Атения Филосторг. Той има две деца Ариобарзан II и дъщеря Исия Филосторг, която се омъжва за цар Антиох I Теос от Комагена.
Ариобарзан I се отказва от престола в полза на синъ му Ариобарзан II Филопатор (63 – 52 пр.н.е.).